# Hervé V de Léon
Pour les articles homonymes, voir Hervé de Léon.
 (juin 2021).
Hervé V de Léon (seigneur de Léon) est le fils d'Hervé IV de Léon et de Mathilde de Poissy. Il est décédé en 1304.

## Biographie
Seigneur de Léon, son fief est le château de La Roche-Maurice.
Il épouse Jeanne de Rohan et est le père:
- Hervé VI de Léon ;
- Guillaume Ier seigneur d'Hacqueville épouse en 1301 Catherine, fille d'Eudon seigneur de la Roche-Bernard ;
- Amice épouse en 1301 Bernard, seigneur de la Roche-Bernard, le frère de Catherine ;
- Isabeau épouse Guillaume d'Harcourt, seigneur de Saussaye, un domaine situé à une trentaine de kilomètres de Noyon-sur-Andelle, l'un des domaines des seigneurs de Léon ;
- Guy, dont l'existence fait débat et qui aurait été Evêque de Léon ainsi qu'un défenseur d'Hennebont en 1342 pendant la Guerre de succession de Bretagne ;
- Raoul, dont l'existence fait aussi débat et qui serait l'ancêtre de la famille de Languéouez ;
- Olivier, seigneur de Caudan, dont l'existence fait débat et qui était plus probablement un fils de Guillaume de Léon et Catherine de la Roche-Bernard.